# Dania Ramírez
Dania Ramírez (Santo Domingo, 1979. november 8. –) dominikai születésű amerikai színésznő.

## Életpályája
A Dominikai Köztársaság fővárosában, Santo Domingóban született. Szüleivel már New Yorkban éltek, amikor 15 éves korában Ramirezt fedezte fel egy modellügynökség alkalmazottja. Modellkedni kezdett és később szerepet kapott egy üdítőreklámban, amit további reklámszerepek követtek. Később úgy döntött, hogy a színészettel fog foglalkozni és beiratkozott a New York-i Actor's Workshop színiiskolába. Miután elvégezte a New Jersey-i Montclair Állami Egyetemet is, Los Angelesbe költözött.
1997-ben statisztált a Subway Stories című filmben, ahol megismerkedett Spike Lee rendezővel, aki 2002-ben szerepet adott neki Az utolsó éjjel című alkotásában, majd 2004-ben a szintén a rendező által készített Utál a csajban is. Ramirez eljátszotta az egyik mutáns, Kallisztó szerepét a 2006-os X-Men: Az ellenállás vége című filmben.
2003-ban feltűnt a Buffy, a vámpírok réme című televíziós sorozat utolsó három epizódjában. 2006-ban a Maffiózók hatodik évadjában egy egyedülálló anyát alakított, aki hároméves fiát neveli. 2007-ben főszerepet kapott a Hősök című sorozat második évadjában.

## Filmjei
- Az utolsó éjjel (2002)
- Buffy, a vámpírok réme (2003)
- 10-8: Veszélyes őrjárat (2004)
- Utál a csaj (2004)
- Romy és Michele - Micsoda spinék! (2005)
- X-Men: Az ellenállás vége (2006)
- Maffiózók (2006-2007)
- A törvénytelenség bajnoka (2007)
- Hősök (2007-2008)
- Az ötödik parancsolat (2008)
- Karantén (2008)
- Törtetők (2010)
- Amerikai pite: A találkozó (2012)
- Fék nélkül (2012)
- Született szobalányok (2013-2016)
- Egyszer volt, hol nem volt (2017-2018)
- Öngyilkos osztag: Pokoli fizetség (2018)
- Mondj egy mesét (2018-2019)
- Jumanji – A következő szint (2019)
- Sweet Tooth: Az agancsos fiú (2021)